# Michele Unia

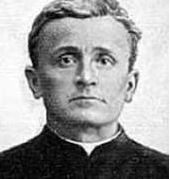
Michele Unia

Michele Unia, sdb (Roccaforte, 18 december 1849 - Turijn, 9 december 1895) was een Italiaans rooms-katholiek geestelijke van de orde van de Salesianen van Don Bosco, missionaris bij de melaatsen in Zuid-Amerika.
Unia kwam in 1890 aan in Colombia en werkte er eerst anderhalf jaar in de hoofdstad Bogotá. Hij vroeg aan de aartsbisschop van Bogotá om met melaatsen te mogen werken. Op 26 augustus 1891 kwam hij aan in Agua de Dios, een stadje met een melaatsenkolonie van ongeveer 850 zielen. Met de hulp van kloosterzusters opende hij in de kolonie een kleuterschool en zorgde voor watervoorziening. Ook de "Salesiaanse vrolijkheid", bijvoorbeeld in de vorm van zang en drama, zag hij als groot belang voor de plek. In 1893 moest hij door ziekte gedwongen terugkeren naar Italië. Tijdens zijn revalidatie daar wist hij andere salesianen, onder wie de in 2002 zalig verklaarde Luigi Variara, te werven voor zijn project in Colombia. Hij reisde met hen naar Colombia, maar in 1895 werd hij weer ziek. Hij keerde terug naar Italië waar hij op 46-jarige leeftijd overleed.
In Agua de Dios werd een standbeeld voor hem opgericht.